# Otto Flecken
Karl Otto Leonard Flecken (* 11. April 1860 in Düsseldorf-Pempelfort; † 1. April 1925 in Frankfurt am Main) war ein deutscher Landschafts- und Vedutenmaler, Illustrator und Plakatkünstler.

## Leben

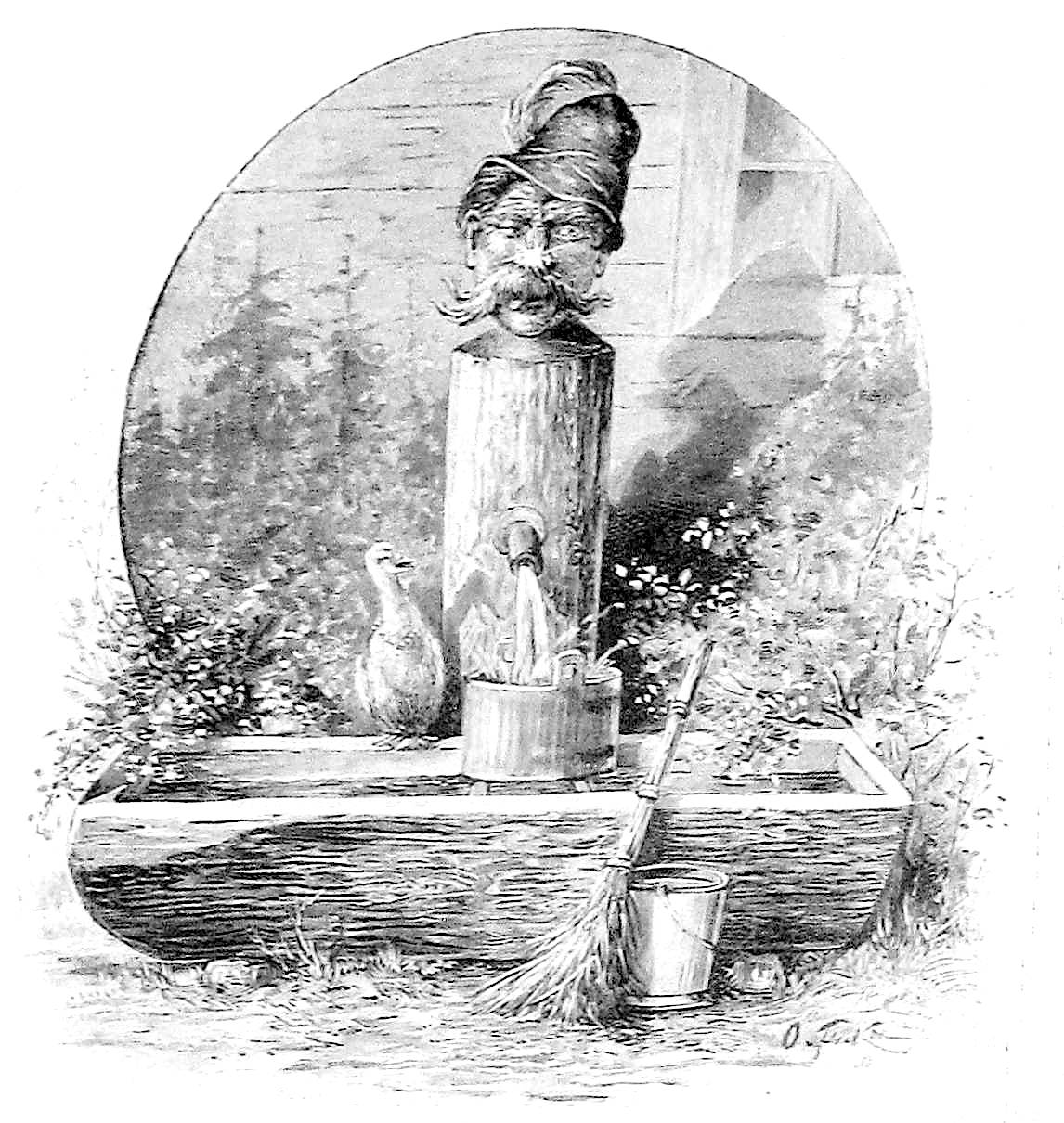
Der Brunnen beim „Bürgerbräu“ auf der elektrotechnischen Ausstellung in Frankfurt a. Main, Illustration in der Zeitschrift Die Gartenlaube, 1891

Spätestens seit dem Jahr 1869 lebte Flecken mit seinen Eltern in Frankfurt am Main. Dort war er von 1875 bis 1877 Schüler des Bildhauers Gustav Kaupert. Dann wechselte er zur Malerei. Ab 1877 besuchte er unter Heinrich Hasselhorst die Städelschule, die er 1882 „stillschweigend“ verließ. Zwischen 1886 und 1889 unternahm er Reisen nach Norwegen und malte nordische Landschaften. Als Illustrator arbeitete er von 1885 bis 1901 für die „Kleine Presse“, eine in Frankfurt herausgegebene Stadtzeitung. Am 3. Oktober 1887 heiratete er die Frankfurterin Auguste Matthies und zog mit ihr in eine Wohnung im Haus der Schwiegereltern. Ab 1886 hatte er mit ihr ein Sommerhaus in Oberursel im Taunus, wo er am gesellschaftlichen Leben teilnahm und Mitglied des Schützenvereins wurde. 1911 ließen sich die Eheleute scheiden. Am 16. September 1912 heiratete Flecken in zweiter Ehe Mathilde Ellmann.